# Де Марки, Эмилио (певец)
Эмилио Де Марки (итал. Emilio De Marchi ; 6 января 1861, Вогера, Ломбардия —20 марта 1917, Милан) — итальянский оперный певец, тенор.

## Биография
Вокальный талант обнаружился во время службы в армии, после чего он брал уроки профессионального пения. В 1886 году дебютировал в Миланской опере «Ла Скала» в роли Альфредо в опере «Травиата» Джузеппе Верди.
Первый исполнитель партии Каварадосси (опера «Тоска», 1900, Рим).
В течение следующих нескольких лет пел на сценах ведущих театров Италии и Испании, был членом известной итальянской оперной труппы, которая выступала в Буэнос-Айресе в 1890 году. Исполнял партии Дона Хосе, Энцо и Фауста Шарля Гуно.
В 1895, 1896 и 1900 годах возвращался в Буэнос-Айрес, выступал в ролях Рауля, Альфредо, Фауста (А. Бойто), Де Грие (Пуччини), Лоэнгрин, Тангейзер (Рихарда Вагнера), Туридду и Самсон. В Буэнос-Айресе впервые исполнил роль Родольфо (опера «Богема»), 1896), Каварадосси (опера «Тоска», 1900), пел на премьере фильма Берути Тараса Бульба (1895).
В 1901—1906 годах выступал в роли Каварадосси (опера «Тоска») в Королевском театре Ковент-Гарден, в следующем году — в Метрополитен-опера (Нью-Йорк, США).
Среди партий также Пинкертон, Фауста Шарля Гуно, Хозе, Туридду в «Сельской чести». В 1908 году исполнил партию Лициния в «Весталке» Гаспаре Спонтини (Ла Скала) и партию Макса в опере «Вольный стрелок» Карла Марии фон Вебера.